# Élection présidentielle cap-verdienne de 2001

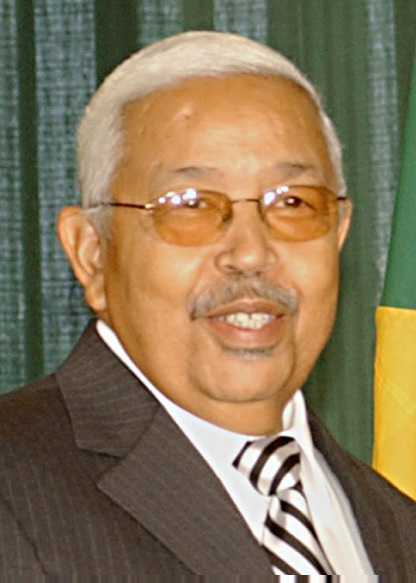
Pedro Pires

Une élection présidentielle s'est tenue au Cap-Vert le 11 février et le 25 février 2001. Elle est remportée par Pedro Pires, candidat du Parti africain pour l'indépendance du Cap-Vert contre Carlos Veiga, candidat du Mouvement pour la démocratie.

## Résultat
| Candidat                  | Parti                                          | Premier tour | Premier tour | Second tour | Second tour |
| Candidat                  | Parti                                          | Votes        | %            | Votes       | %           |
| ------------------------- | ---------------------------------------------- | ------------ | ------------ | ----------- | ----------- |
| Pedro Pires               | Parti africain pour l'indépendance du Cap-Vert | 61 646       | 46,52        | 75 827      | 50,00       |
| Carlos Veiga              | Mouvement pour la démocratie                   | 60 719       | 45,83        | 75 815      | 50,00       |
| Jorge Carlos Fonseca      | Indépendant                                    | 5 142        | 3,88         |             |             |
| David Hopper Almada       | Indépendant                                    | 4 989        | 3,77         |             |             |
|                           |                                                |              |              |             |             |
| Votes blancs et invalides | Votes blancs et invalides                      | 1 999        | -            | 1 764       | -           |
| Total                     | Total                                          | 134 495      | 100          | 153 406     | 100         |

### Source
- (en) Cet article est partiellement ou en totalité issu de l’article de Wikipédia en anglais intitulé « Cape Verdean presidential election, 2001 » (voir la liste des auteurs).